# Vápenato-hlinitá struska
Vápenato-hlinitá struska je nový[kdy?] druh rafinační strusky.

## Ocelářská struska a její využití
Ocelářské strusky vznikají během výroby oceli v různých typech ocelářských agregátů. Nejrozšířenějším způsobem výroby oceli je výroba kyslíkovým procesem v konvertorech. Základními vsázkovými materiály jsou kromě kovonosných materiálů, tj. ocelového odpadu a surového železa (v tekuté formě nebo ve formě tzv. housek), také struskotvorné přísady (nejčastěji vápno, vápenec, dolomitické vápno nebo dolomit), které po roztavení slouží k rafinaci oceli a jako krycí vrstva chránící tekutou ocel před oxidací vzdušným kyslíkem.

## Vápenato-hlinitá struska
Vápenato-hlinitá struska je materiál na bázi oxidů CaO a Al2O3, jejichž množství činí sumárně minimálně 80 hm.%. Předností této syntetické strusky jsou nízké obsahy lehce redukovatelných oxidů (FeO, Fe2O3, MnO, K2O, Na2O, P2O5, Cr2O3, případně TiO2).
Vápenato-hlinité syntetické strusky slouží k vytváření a úpravě rafinačních strusek používaných při mimopecním zpracování oceli.

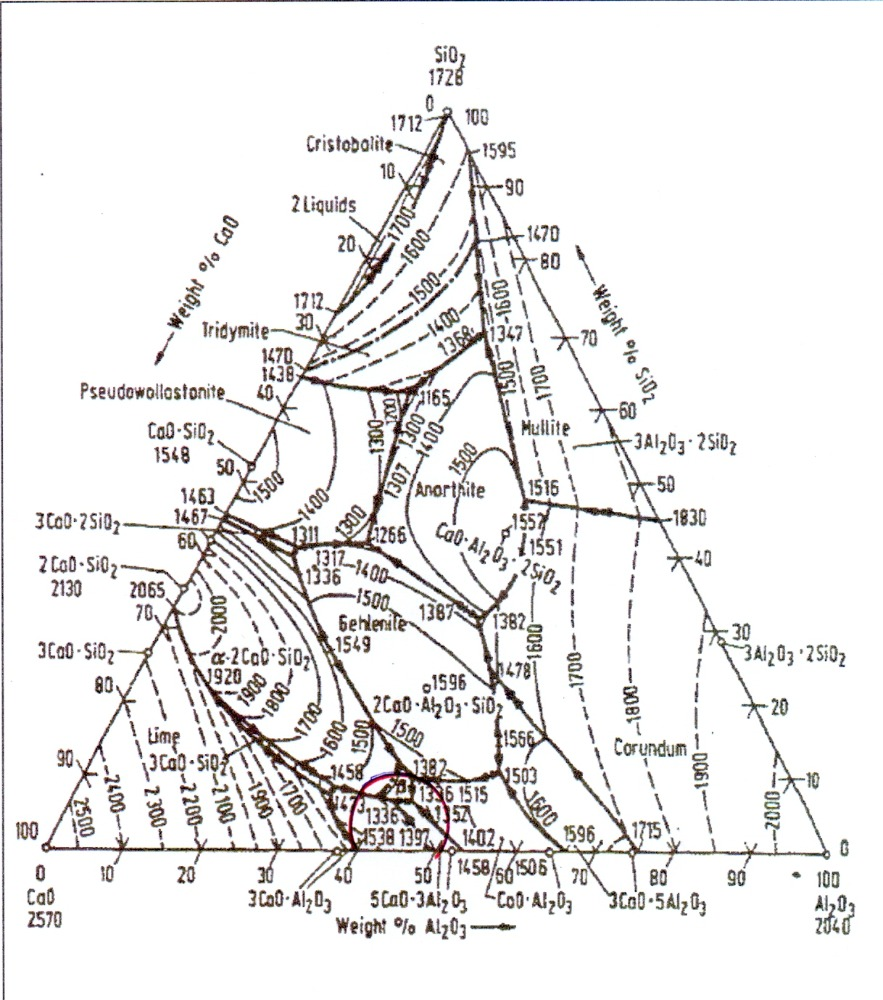
Ternární diagram CaO – SiO_{2} – Al_{2}O_{3}

Obsahy Al2O3 v syntetické strusce jsou zajištěny v takové koncentraci, aby přispěly ke zvýšení dostatečné tekutosti rafinačních strusek, což je dáno nízkou teplotou tavení  syntetické strusky, která se pohybuje do hodnoty kolem 1 450 °C, čímž se následně příznivě projevuje na rafinačních a odsiřovacích schopnostech vytvořených rafinačních strusek.
Nízká teplota tavení této syntetické strusky souvisí s tím, že při vhodném podílu CaO a Al2O3 je při tavení, respektive při mimopecním zpracování oceli na pánvové peci, vytvářena fáze 12 CaO.7 Al2O3, která je tavitelná při teplotách do 1 400 °C.
Hlavní předností vápenato-hlinitých strusek je to, že při styku s tekutým kovem nebo tekutou struskou se neuvolňují plynné sloučeniny (například fluoridy) jako při použití kazivce (CaF2) nebo alkálie (K2O, Na2O apod.), které jsou součástí hlinitanových směsí tvořených příměsí hliníkových stěrů.
Další výhodou syntetických strusek je, že neobsahují volnou vodu, takže lze s výhodou použít i při mimopecním zpracování náročnějších značek ocelí, u nichž jsou přísnější požadavky na obsahy vodíku.
V důsledku dobré tekutosti vytvořené rafinační strusky s použitím vápenato-hlinité strusky se vytvoří na hladině oceli v odlévací pánvi izolační vrstva, která chrání ocel před sekundární oxidací (zejména u prvků s vysokou afinitou ke kyslíku) a proti pohlcování dusíku a vodíku ze vzduchu.
Měrná spotřeba syntetické vápenato-hlinité strusky je dána požadavky na obsahy Al2O3 v rafinační strusce a pohybuje se v závislosti na kvalitativních požadavcích vyráběných značek ocelí obvykle v rozmezí 3,5 až 5 kg.t−1 oceli. Hlavním parametrem je požadovaný obsah síry ve vyráběné oceli.